# Natale Sardelli
Natale Sardelli (Poggibonsi, 25 dicembre 1890 – Poggibonsi, 30 ottobre 1961) è stato un architetto italiano.

## Biografia
Natale Sardelli nacque a Poggibonsi il 25 dicembre 1890 da Lucesio Sardelli, titolare di un'azienda di costruzioni della città. Dopo aver conseguito il diploma al locale istituto tecnico, iniziò a collaborare con le opere dell'impresa edile del padre abbandonando però il lavoro per arruolarsi come volontario nel 1911 allo scoppio della guerra italo-turca e prendendo poi parte alla prima guerra mondiale col grado di Sottotenente.
Nel 1922 prese parte alla marcia su Roma affiancandosi al quadrumviro Bianchi e divenendo esponente del partito fascista. Fu dal 1924, ad ogni modo, che egli iniziò veramente la propria grandiosa carriera professionale decidendo di recarsi con altri industriali di Poggibonsi sull'isola di Rodi nel Dodecaneso italiano ove la delegazione venne ricevuta dall'allora governatore Mario Lago. Accogliendo le proposte di sviluppo di quelle aree avanzate dal governo e nella speranza di aprire nuovi commerci verso l'est, traslocando nell'Egeo stabilmente dall'autunno del 1924 e chiamando la famiglia a seguirlo dal 1926. Sull'isola di Rodi fondò con l'ingegnere Agostino De Martis l'impresa edile Sardelli-Martis e prese le prime commissioni di rilievo tra cui la ricostruzione del campanile della cattedrale di San Giovanni, andato distrutto in un recente terremoto. A Rodi egli realizzò moltissime opere tra le quali il palazzo delle poste, il tribunale, il lungomare, il mercato coperto, il minareto della locale moschea, un ponte sul fiume Gadurrà, lo stadio, il brefotrofio, l'acquedotto, l'acquario, il teatro, oltre ad una serie di villette destinate agli impiegati di governo della colonia.
Contemporaneamente, egli si occupò di alcuni lavori per l'isola di Lero dove costruì l'idroscalo ed alcuni uffici di governo. Sull'isola di Coo costruì le scuole, un ospedale, la chiesa dell'Agnus Dei ed il Palazzo Governativo, in particolare dopo il terremoto che investì l'isola nel 1933.
Sardelli promosse a Rodi anche la creazione di nuove industrie tra cui un oleificio, una cantina sociale ed una manifattura di tabacco.
Per i suoi grandi meriti divenne Comandante della M.V.S.N. e Vice Federale del Partito Fascista per le isole Egee sino al 1938, quando viene richiamato alle armi col grado di Maggiore pur rimanendo di servizio sull'isola.
Dopo l'armistizio di Cassibile decise di non aderire alla Repubblica di Salò e fece rientro in Italia solo nel 1946 continuando la propria attività di impresario edile operando in Toscana e Sardegna.
Morì nella nativa Poggibonsi nel 1961.